# ファースト・フォリオ

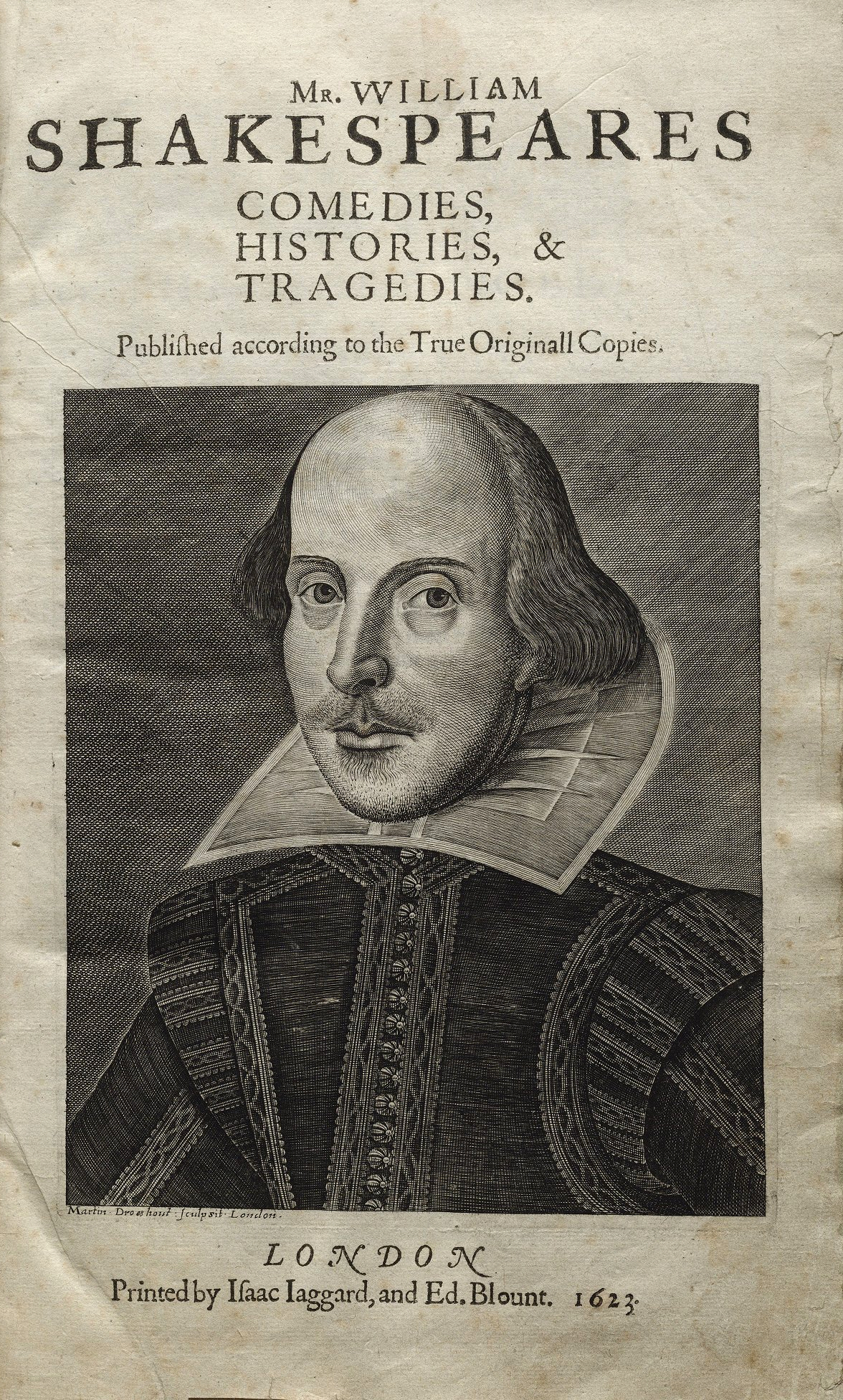
初版(1623)標題頁

ファースト・フォリオ (First Folio) は、シェイクスピアの戯曲をまとめて出版した最初の作品集。正式な題は「ウィリアム・シェイクスピアの喜劇、史劇、悲劇」（"Mr. William Shakespeares Comedies, Histories & Tragedies"）。 当時の価格は1ポンド（今日の95-100ポンド、170-190USドル）。
シェイクスピアの死から7年後の1623年、同僚のジョン・ヘミングスJohn Hemingeとヘンリー・コンデルHenry Condellが、当時知られていたシェイクスピアの戯曲37編のうち『ペリクリーズ』を除く36篇をフォリオ判（二折り判、全紙に対して一度だけ折り、二葉で4頁とする）としてまとめて出版した。『マクベス』や『十二夜』はこの全集が無ければ失われていたかもしれない。『ペリクリーズ』だけが除外された理由は、この作品にはシェイクスピアの真作であるかどうか疑わしい点が見られたためである。「『ペリクリーズ』は別人の作品であり、シェイクスピアは脚色（ないし若干の加筆）をしただけである」「別人とシェイクスピアの合作である」などといった諸説に関する議論には研究者の間でも結論が出ていない。なお、その後の研究により『ペリクリーズ』以外にもファースト・フォリオに収録されていないシェイクスピアと他の作家との合作やシェイクスピアが手を加えた他人の作品とみられるものが発見されており、真作を「正典（Canon）」と呼ぶのに対し、これらは「外典（Apocrypha）」と総称される（シェイクスピア外典を参照）。
約750部が印刷されたが、2020年現在で現存が確認されているのは235部で、そのうち完全な形であるのは56部のみとされる。
2020年10月14日、初版本が997万ドル(約10億5000万円)で落札された。これは文学作品としては史上最高額である。